# St. Peter (Gündlkofen)

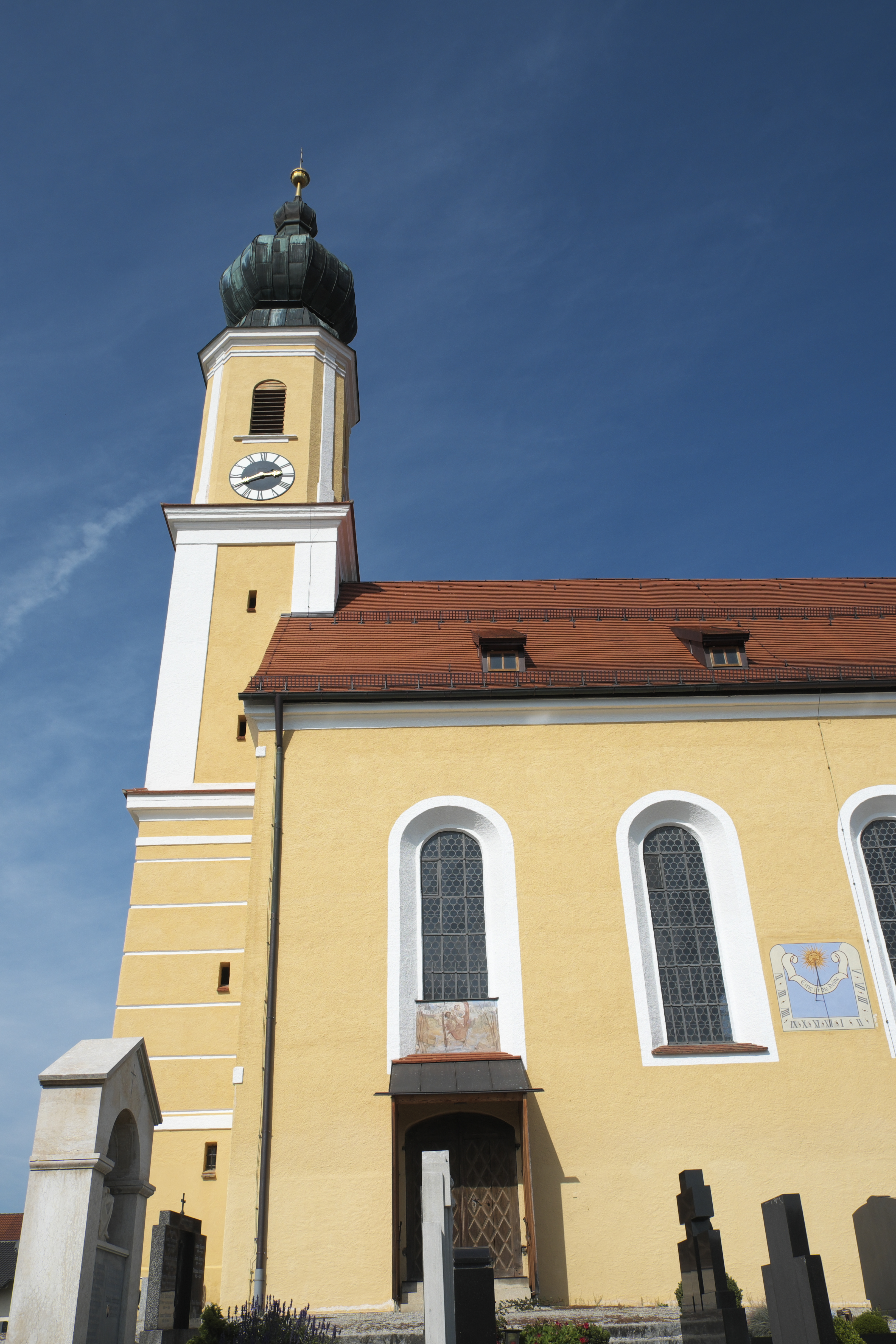
Pfarrkirche St. Peter

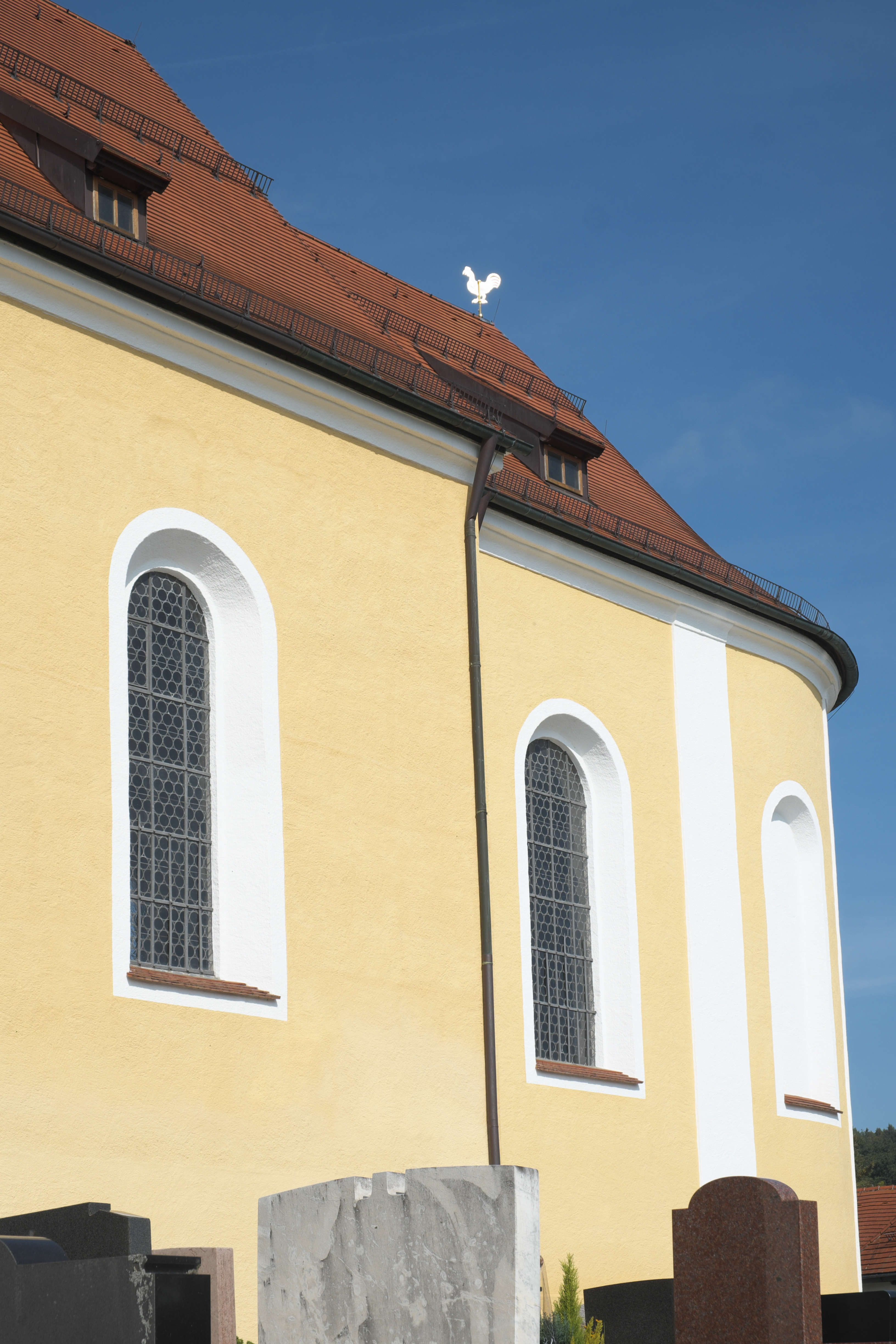
Südseite, Chor und Sakristei

Die römisch-katholische Pfarrkirche St. Peter in Gündlkofen, einem Ortsteil der Gemeinde Bruckberg im niederbayerischen Landkreis Landshut, wurde in der Mitte des 18. Jahrhunderts im Stil des Rokoko errichtet. Die Kirche gilt als eines der Hauptwerke des Landshuter Hofbaumeisters Johann Georg Hirschstötter und steht auf der Liste der geschützten Baudenkmäler in Bayern. Die Kirche mit dem Patrozinium der Apostel Petrus und Paulus (Gedenktag: 29. Juni) gehört zum Pfarrverband Bruckberg–Gündlkofen im Dekanat Landshut des Erzbistums München und Freising.

## Geschichte
Die Kirche wurde zwischen 1746 und 1756 von dem Hofmaurermeister Johann Georg Hirschstötter und dem ebenfalls aus Landshut stammenden Hofzimmerermeister Wolfgang Halbmayr an der Stelle eines Vorgängerbaus errichtet.

## Architektur

### Außenbau

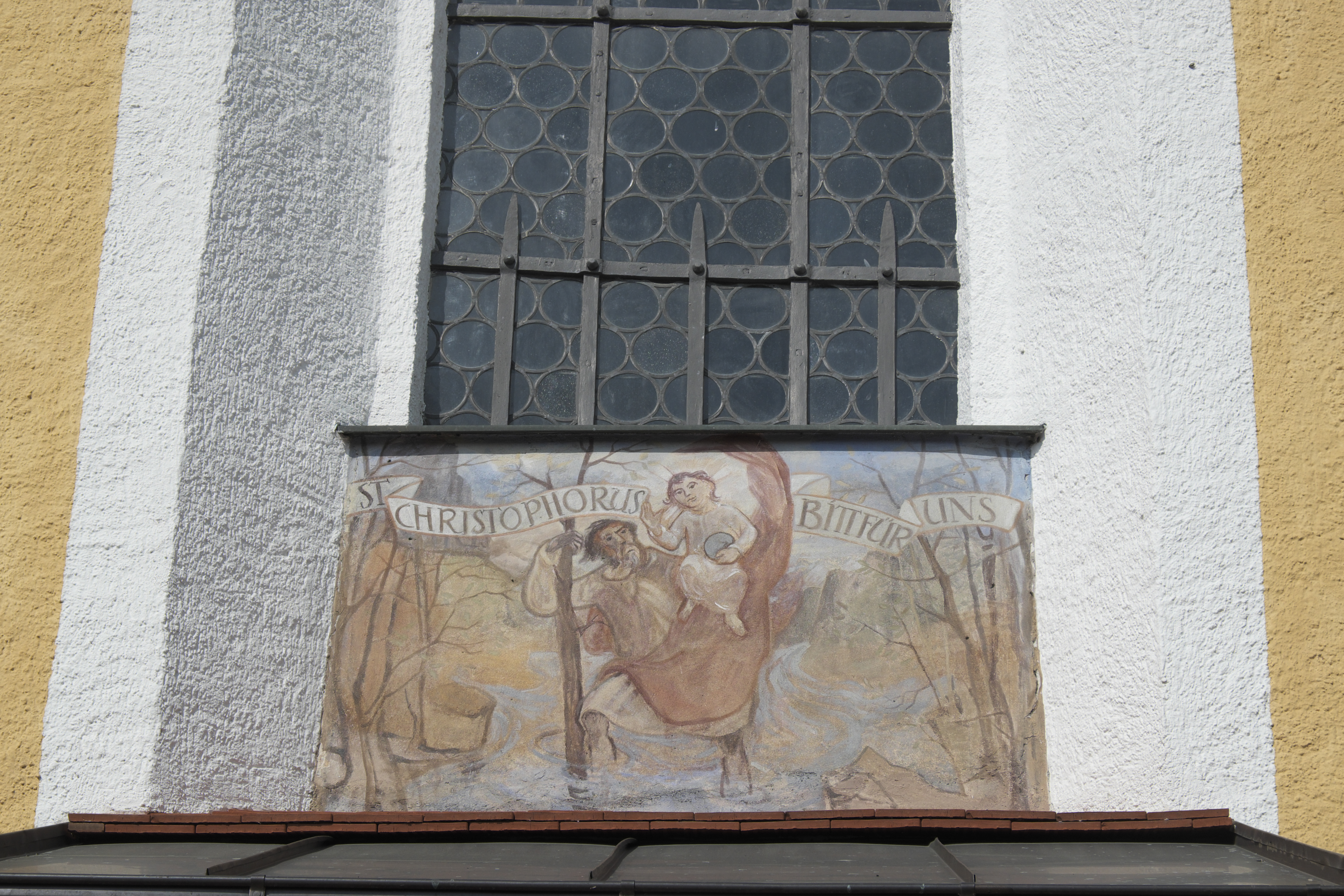
Wandmalerei, heiliger Christophorus

Die nach Osten ausgerichtete Saalkirche umfasst neben dem eingezogenen, quadratischen Chor und dem Langhaus mit vier Jochen eine östlich an den Chor angebaute, halbrunde Sakristei, die zwei Geschosse umfasst und nach außen hin wie eine Apsisrundung wirkt. Der Winkel am Übergang zwischen Chor und Langhaus ist konkav ausgerundet. Chor und Sakristei besitzen ein gemeinsames Satteldach, das geringfügig niedriger als das Satteldach des Langhauses ist. Die Lisenen am Chor, der Übergang zum Langhaus, die Gesimse und die einheitlich rundbogigen Fensterlaibungen, die am Ansatz der Sakristeirundung als rundbogige Blendnischen ausgeführt sind, heben sich  durch ihre weiße Farbgebung vom gelb getünchten Außenbau ab. An der Nord- und Südseite des Langhauses öffnen sich zwei Portale mit offenen, hölzernen Vorzeichen. Unter dem Fenster über dem Südportal sieht man eine Wandmalerei mit der Darstellung des heiligen Christophorus.
Ein weiteres Portal befindet sich im Erdgeschoss des Glockenturmes, der an die Westfassade angebaut ist. Der Turm wird durch weit ausladende Gesimse gegliedert und weist am Unterbau eine rustizierte Putzgliederung auf. Die beiden mittleren Geschosse werden durch breite Ecklisenen gerahmt. Das Glockengeschoss ist an den Kanten abgeschrägt, wobei die Schrägseiten des Oktogons mit Pilastern verziert sind. Die geraden Seiten enthalten rundbogige Schallöffnungen. Der Turm wird von einer stark eingeschnürten Zwiebelhaube bekrönt. Den Übergang zur Westfassade bilden mit dreieckigen Blendfeldern verzierte Giebelschrägen. Auf beiden Seiten des Turms sind rundbogige Blendnischen in die Fassade eingeschnitten.

### Innenraum

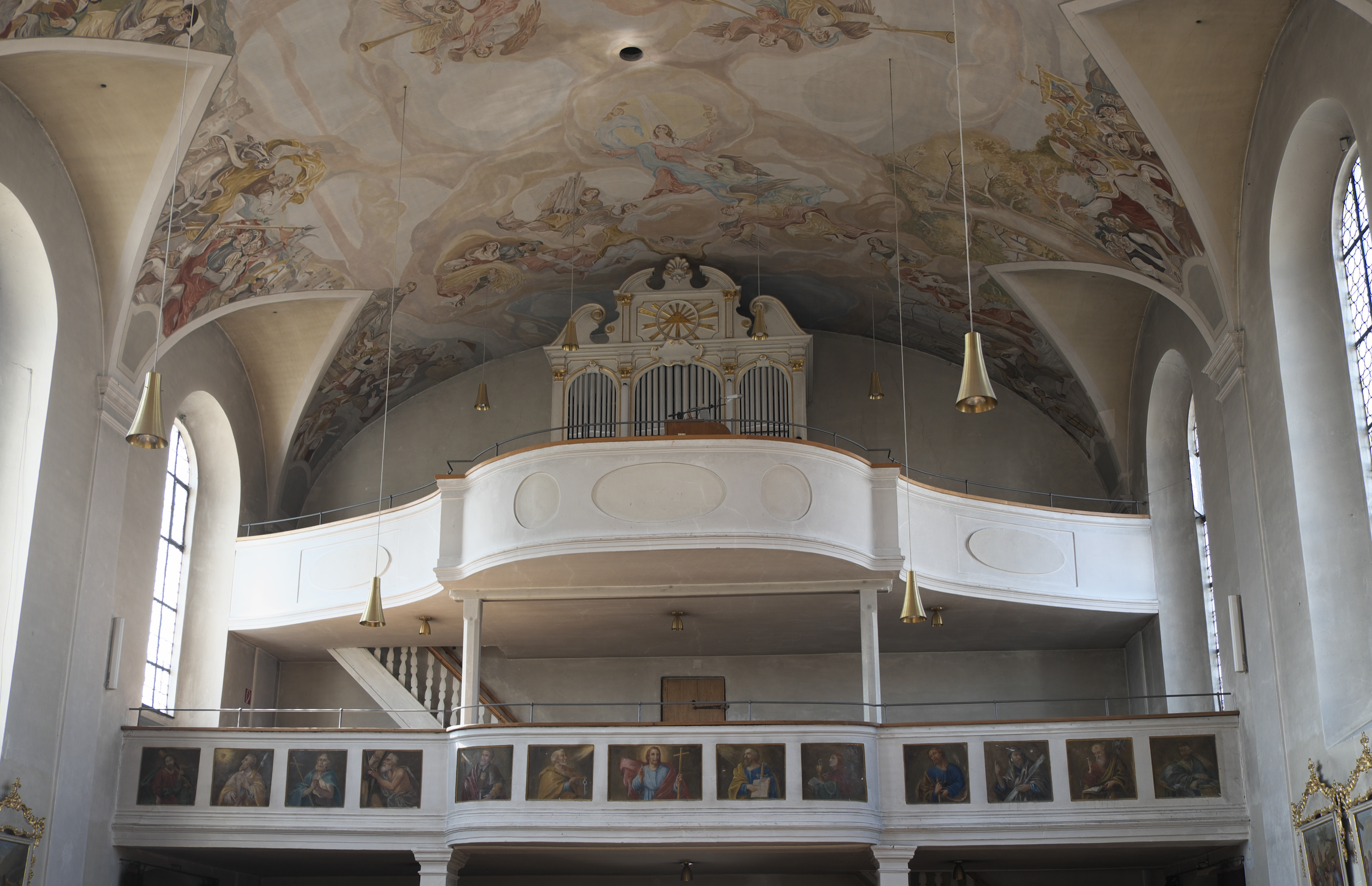
Innenraum, Blick zur Empore

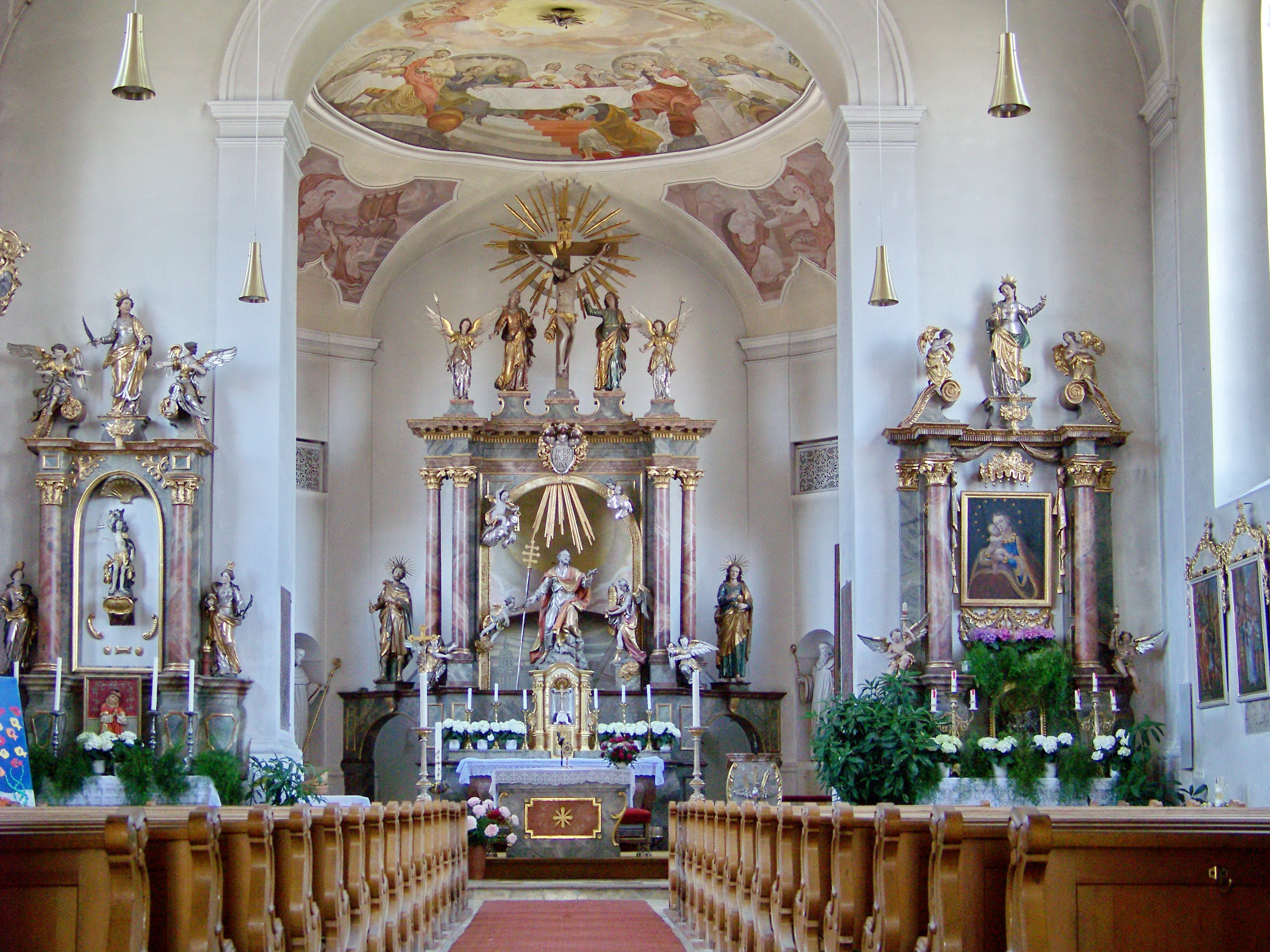
Innenraum, Blick zum Chor

Der großzügige Kirchenraum besteht aus einem vierachsigen Langhaus und einem eingezogenen, gerade geschlossenen Chor. Dieser besitzt leicht konvex geschweifte Seitenmauern und ausgerundete Ecken, in die Rundnischen mit Heiligenfiguren aus der Bauzeit der Kirche eingeschnitten sind. Der Chor wird von einer Flachkuppel über vier Stichkappen, die auf gekuppelten Pilastern aufliegen, überwölbt. Das Langhaus wird durch Pilaster mit profilierten Kapitellen gegliedert und ist mit einem flachen Tonnengewölbe mit Stichkappen gedeckt.
Den westlichen Abschluss des Langhauses bildet eine Doppelempore, auf deren oberem Geschoss die Orgel eingebaut ist. Dieses besitzt eine ausgebauchte Brüstung, die mit runden und ovalen Blendfeldern verziert ist. An der Brüstung der unteren Empore sind Jesus und die zwölf Apostel dargestellt.
Die Deckengemälde in Chor und Langhaus wurden im 20. Jahrhundert erneuert.

## Ausstattung

### Tafelbilder des spätgotischen Chorretabels
Die beiden hochrechteckigen Tafelbilder im Chor waren ursprünglich die Flügel des spätgotischen Altarretabels. Die Malereien werden in die Zeit um 1510/20 datiert und wurden von Hans Wertinger und seiner Landshuter Werkstatt ausgeführt. Auf den für die Sonntage bestimmten Innenseiten sind, auf Goldgrund gemalt, die Befreiung des Apostels Petrus aus dem Kerker durch einen Engel und seine Kreuzigung, die er der nach Legende mit dem Kopf nach unten erleiden musste, dargestellt. Im Hintergrund sieht man jeweils Szenen aus der Legende des Apostels. Auf den äußeren, an den Werktagen gezeigten Seiten, sind Christus am Ölberg und die Verklärung Christi dargestellt, im Vordergrund sind jeweils Jünger Jesu zu sehen. Diese stehen den Innenseiten in Komposition und Farbgebung merklich nach.

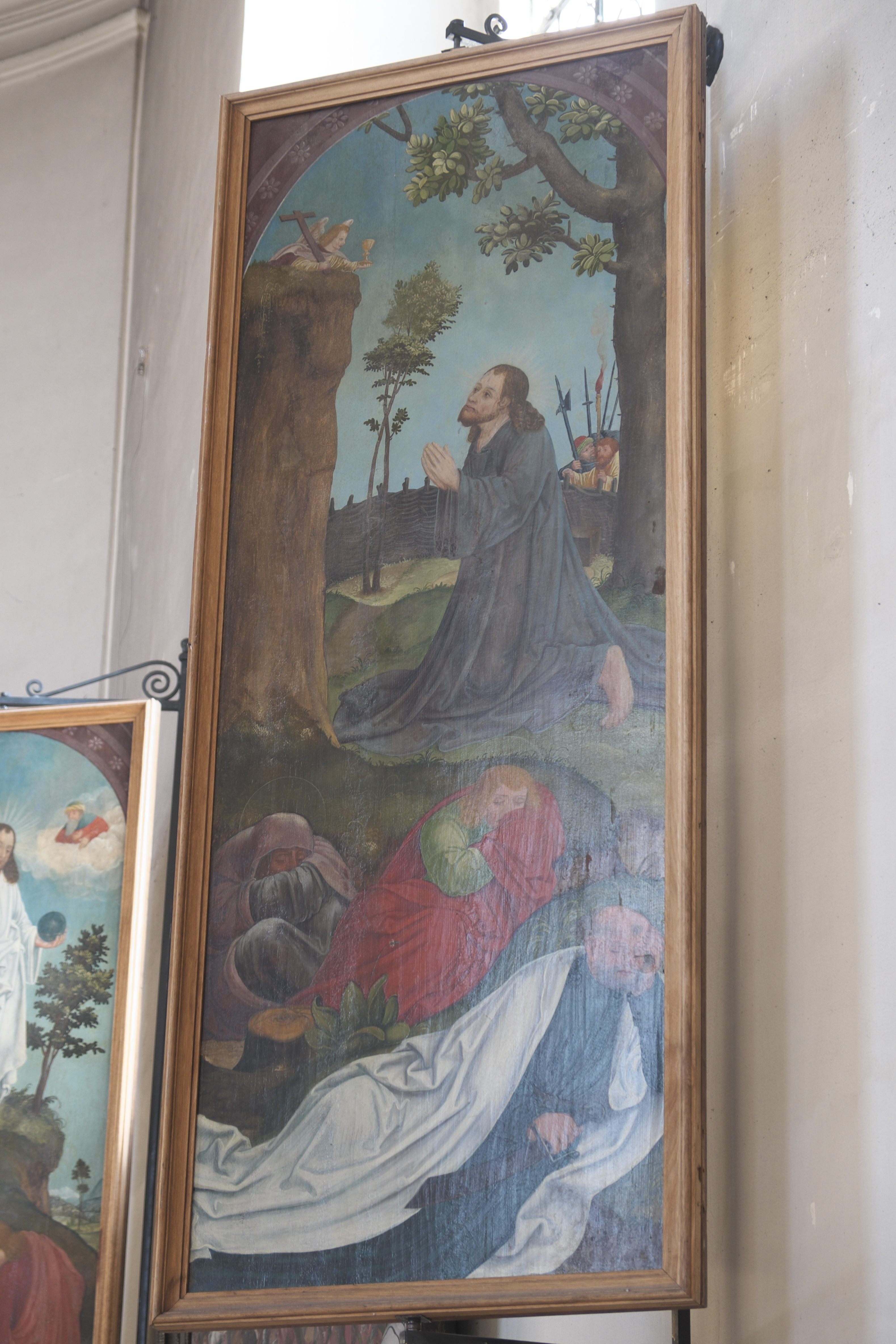
Christus am Ölberg (Außenseite)
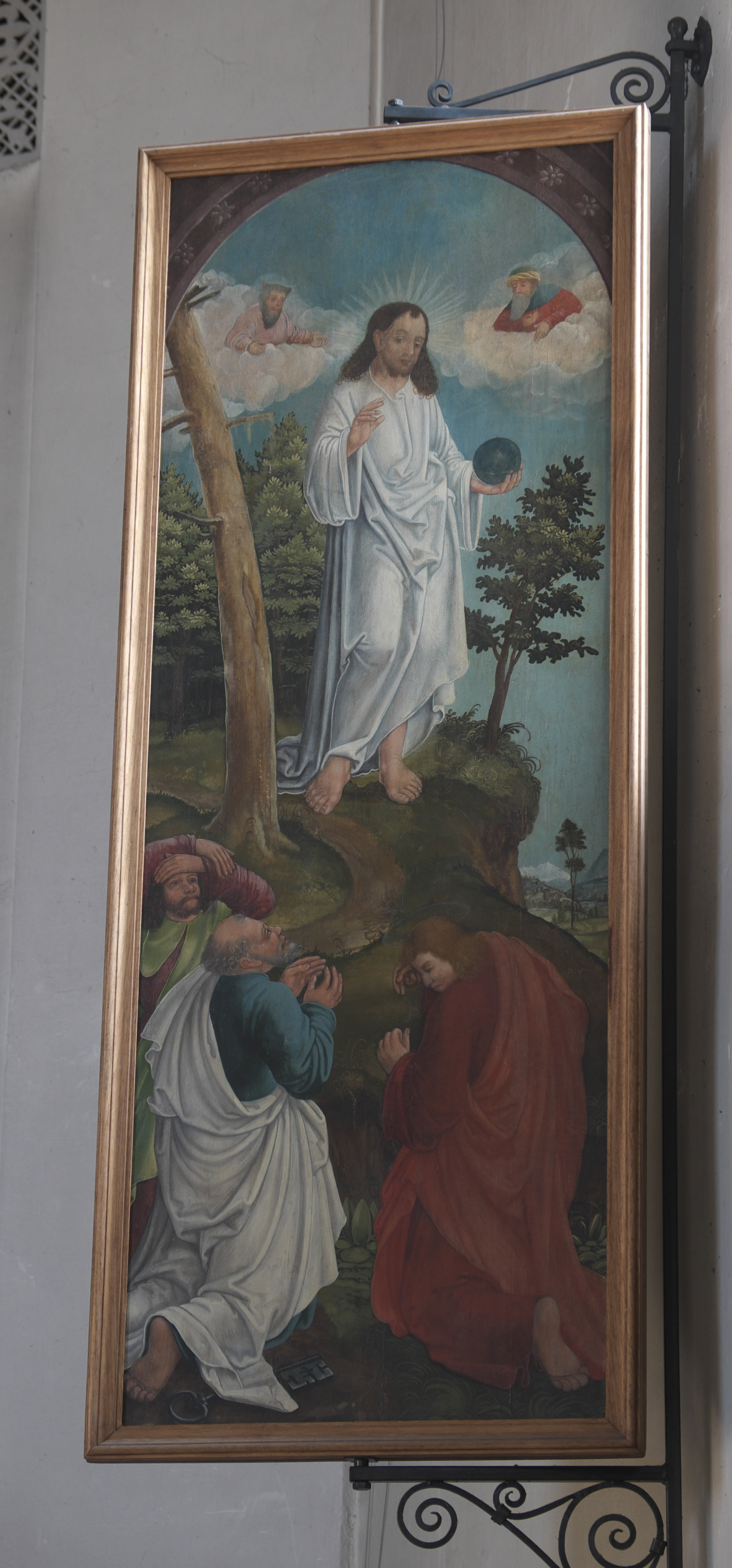
Verklärung Christi (Außenseite)
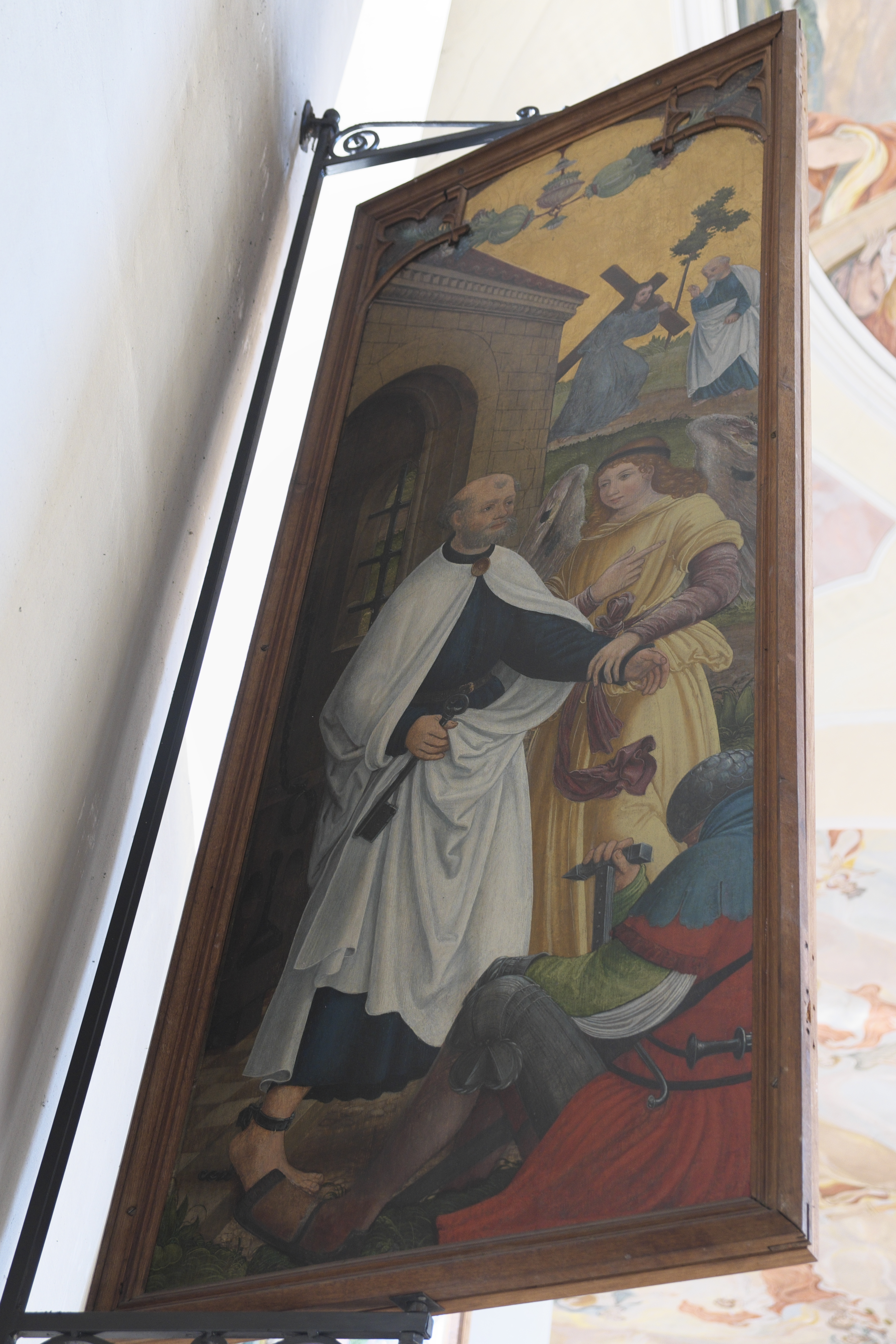
Befreiung des Apostels Petrus aus dem Kerker (Innenseite)
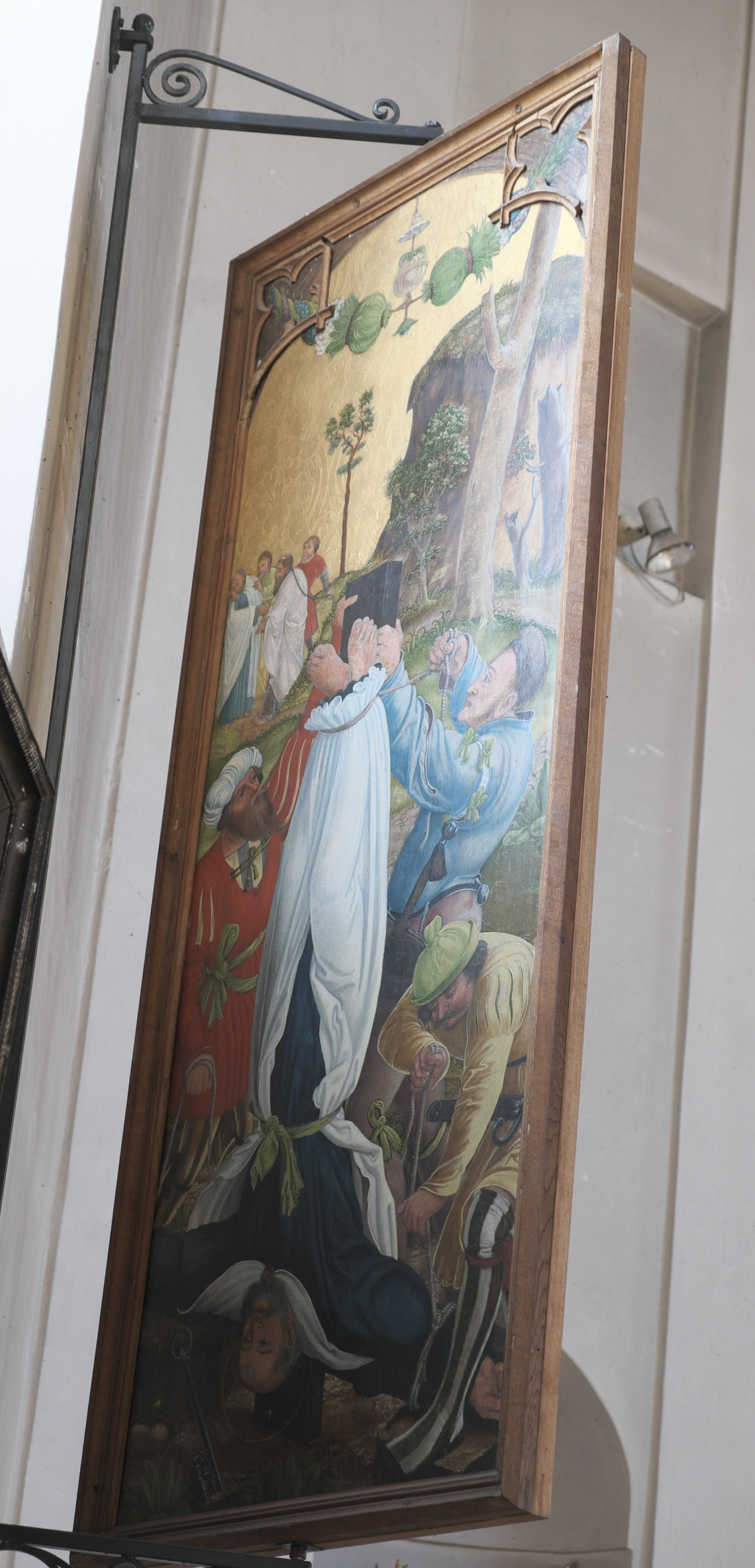
Kreuzigung des Apostels Petrus (Innenseite)

### Altäre

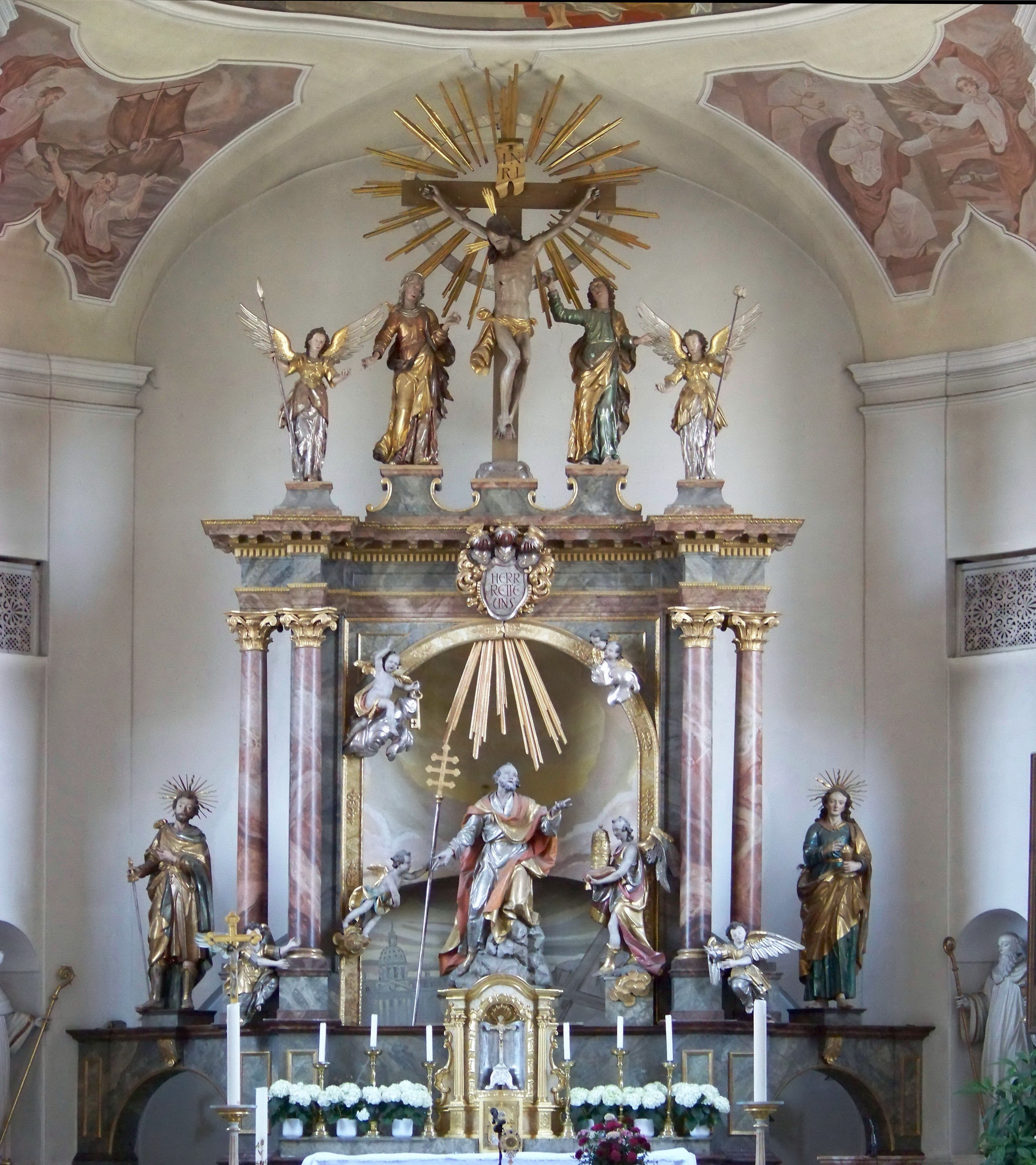
Hochaltar

Der klassizistische Hochaltar wurde laut Bezeichnung auf der Rückseite im Jahr 1808 geschaffen – wohl unter Einbeziehung älterer Teile. Sein Aufbau wird von vier Rundsäulen getragen und von zwei seitlichen Durchgängen flankiert. Der vergoldete, von Voluten eingerahmte Tabernakel dient als Sockel für die in einer Rundbogennische untergebrachte Hauptfigur, die den Apostel Petrus, auf einem Felsen kniend, darstellt. Zwei Engel reichen dem Apostel die päpstlichen Insignien, die Tiara (rechts) und den Stab mit dem Papstkreuz (links). Ein weiterer Engel übergibt von oben her den Schlüssel an Petrus. Die Schnitzfigur des Petrus trägt die Signatur des in Landshut ansässigen Bildhauers Christian Jorhan des Älteren und ist mit der Jahreszahl 1790 bezeichnet. Die farbliche Fassung in Silber, Gold und Rot führte der ebenfalls in Landshut tätige Joseph Gausrad aus. Die Kreuzigungsgruppe im Auszug, von zwei weiteren Engeln flankiert, ist eine Arbeit aus der Zeit um 1750. Alle fünf Figuren stehen auf kleinen Sockeln über dem verkröpften Gebälk des Hochaltares.
Die beiden zweisäuligen Seitenaltäre entstanden gleichzeitig mit dem Hochaltar. In der Muschelnische des nördlichen (linken) Seitenaltars steht eine Figur, die das Martyrium des heiligen Sebastian darstellt. Als Seitenfiguren fungieren die Heiligen Katharina (links) und Barbara (rechts). Obenauf steht eine stattliche Figur der heiligen Philomena (?), flankiert von zwei auf Voluten sitzenden Engeln. Das Altarbild des südlichen Seitenaltars stellt Maria mit dem Jesuskind dar. Es wird von zwei Leuchterengeln eingerahmt. Obenauf befindet sich eine Figur der heiligen Apollonia (?), wiederum flankiert von zwei auf Voluten sitzenden Engeln.

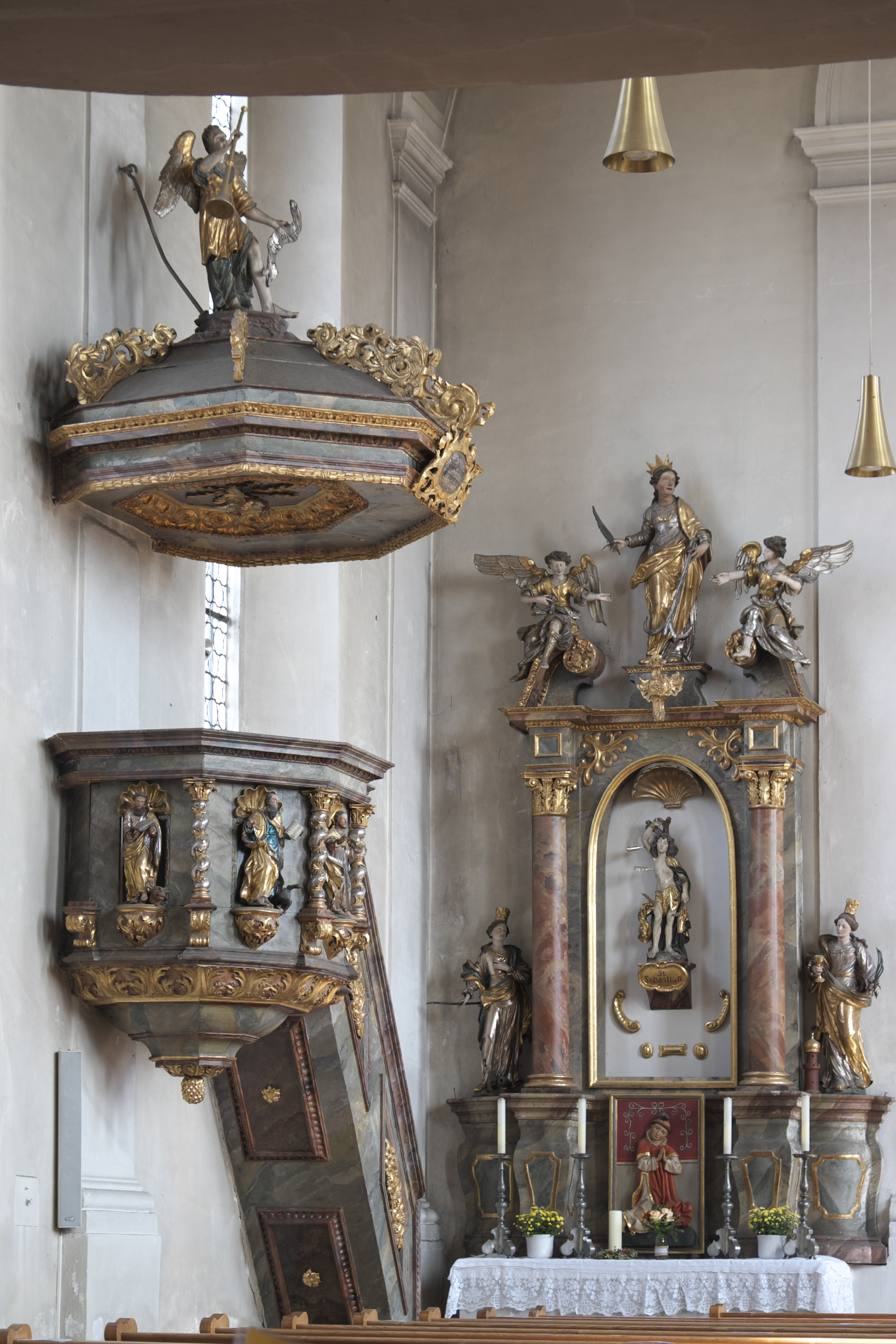
Kanzel

### Kanzel
Die barocke Kanzel entstand um 1700. Am Kanzelkorb stehen zwischen gewundenen Säulchen in von Muschelschalen bekrönten Nischen die Schnitzfiguren Christi und der vier Evangelisten mit ihren Attributen. Der Schalldeckel wird von einem Posaunenengel bekrönt.

### Taufstein
Der Taufstein aus Rotmarmor ist mit der Jahreszahl 1606 bezeichnet und trägt das Wappen der Eheleute Schleich-Airnschmalz. Es umfasst einen achteckigen Schaft und ein achtseitiges Muschelbecken mit einem Durchmesser von rund 70 Zentimetern. Die Gesamthöhe beträgt knapp einen Meter.

### Weitere Gemälde
Die im Stil des Rokoko von Muschelrahmen eingefassten Gemälde der vier lateinischen Kirchenväter Ambrosius von Mailand, Hieronymus, Augustinus und des Papstes Gregor des Großen aus der zweiten Hälfte des 18. Jahrhunderts stammen von den nicht mehr erhaltenen Beichtstühlen.
Die Kreuzwegtafeln tragen Ölgemälde auf Leinwand und besitzen geschnitzte Rokokorahmen. Sie wurden um 1750 geschaffen.

### Epitaphien
In die Wände sind Epitaphien für verstorbene Gündlkofener Pfarrer aus dem 16. bis 18. Jahrhundert eingelassen. An der Langhausnordwand neben der Kanzel ist das Rotmarmorepitaph für den Pfarrer Thomas Nidermair († 1623) angebracht. Der Verstorbene kniet, in Begleitung eines Engels, vor der auf einer Wolke thronenden Mutter Gottes, unter der die Gündlkofener Vorgängerkirche im Relief dargestellt ist. Die Grabplatte ist mit Ornamentik im Stile der späten Renaissance verziert. Ein Epitaph aus Kalkstein würdigt den Pfarrer Caspar Cremens († 1560), ein mit Rokoko-Ornamenten verziertes Kalksteinepitaph den Pfarrer Georg Adam Rüst († 1756).

### Orgel
Die Orgel wurde 1962 von der Firma St. Gregoriuswerk (Inhaber Max Sax) aus Altmühldorf erbaut. Das Kegelladeninstrument mit elektrischen Spiel- und Registertrakturen umfasst 15 Register auf zwei Manualen und Pedal. Es ist hinter einem neoklassizistischen Prospekt von 1908 untergebracht, in den ursprünglich eine Orgel von Ignaz Weise aus Plattling mit elf Registern auf zwei Manualen und Pedal eingebaut war. Die Disposition der heutigen Orgel lautet wie folgt:
| I. Manual C–g3 |           |       |
| 1.             | Principal | 8′    |
| 2.             | Rohrflöte | 8′    |
| 3.             | Octav     | 4′    |
| 4.             | Pommer    | 4′    |
| 5.             | Waldflöte | 2′    |
| 6.             | Mixtur IV | 1 ⁄3′ |

| II. Manual C–g3 |             |       |
| 7.              | Gedackt     | 8′    |
| 8.              | Salicional  | 8′    |
| 9.              | Koppelflöte | 4′    |
| 10.             | Principal   | 2′    |
| 11.             | Quinte      | 1 ⁄3′ |
| 12.             | Oktavcymbel | 1⁄2′  |

| Pedal C–f1 |               |         |
| 13.        | Subbaß        | 16′     |
| 14.        | Holzprincipal | 8′      |
| 15.        | Bifara        | 4′ + 2′ |

- Koppel: II/I, II/P, I/P

### Glocken
Das vierstimmige Geläute bildet die Melodielinie eines Idealquartetts. Die vier Bronzeglocken wurden im Jahr 1967 von Karl Czudnochowsky aus Erding gegossen. Die Glocken:
| Nr. | Gussjahr | Gießer                     | Material | Durchmesser [cm] | Gewicht [kg] | Schlagton (HT-1/16) |
| --- | -------- | -------------------------- | -------- | ---------------- | ------------ | ------------------- |
| 1.  | 1967     | Karl Czudnochowsky, Erding | Bronze   | 133              | 1369         | d1+1                |
| 2.  | 1967     | Karl Czudnochowsky, Erding | Bronze   | 112              | 841          | f1+2                |
| 3.  | 1967     | Karl Czudnochowsky, Erding | Bronze   | 102              | 611          | g1±0                |
| 4.  | 1967     | Karl Czudnochowsky, Erding | Bronze   | 85               | 351          | b1+1                |